# Osthertogenwald
L'Osthertogenwald est une forêt en région wallonne.

## Protection
La forêt est protégée Natura 2000, sur base de la directive 2009/147/CE (directive oiseaux).

## Essences

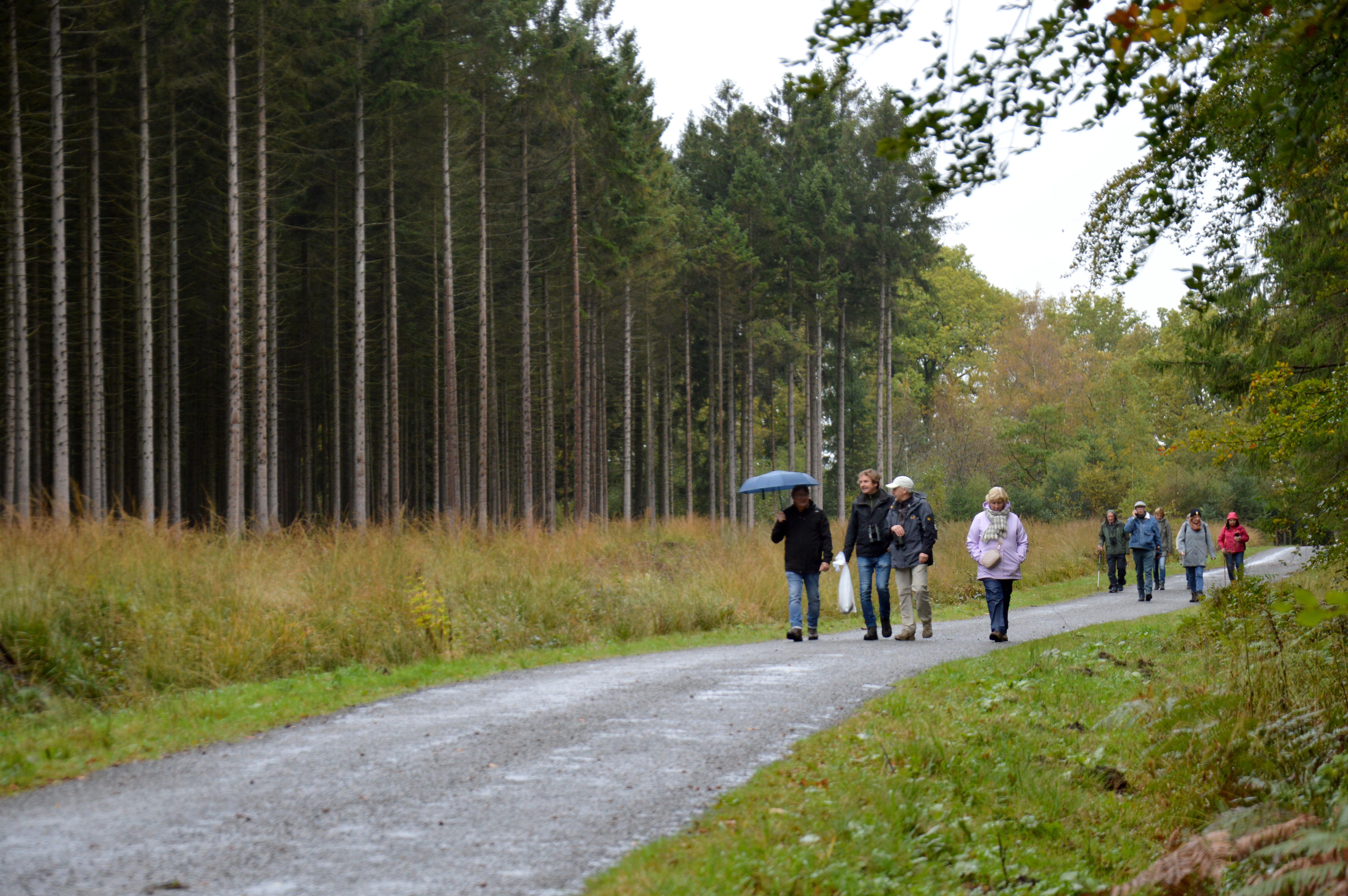
Randonneurs à Osthertogenwald.

L'Osthertogenwald est une forêt de conifères. Le sapin de Noël de la Grand-Place de Bruxelles de 2017 provient de cette forêt.